# Errezil
Errezil är en kommun i Spanien. Den ligger i Gipuzkoaprovinsen i den autonoma regionen Baskien i norra delen av landet, 300 km norr om huvudstaden Madrid. Antalet invånare är 580 (2024). Arean är 32,46 kvadratkilometer. Errezil gränsar till Alkiza, Aia, Azpeitia, Zestoa, Asteasu, Larraul, Albiztur, Bidania-Goiatz och Beizama. 